# Melicertes

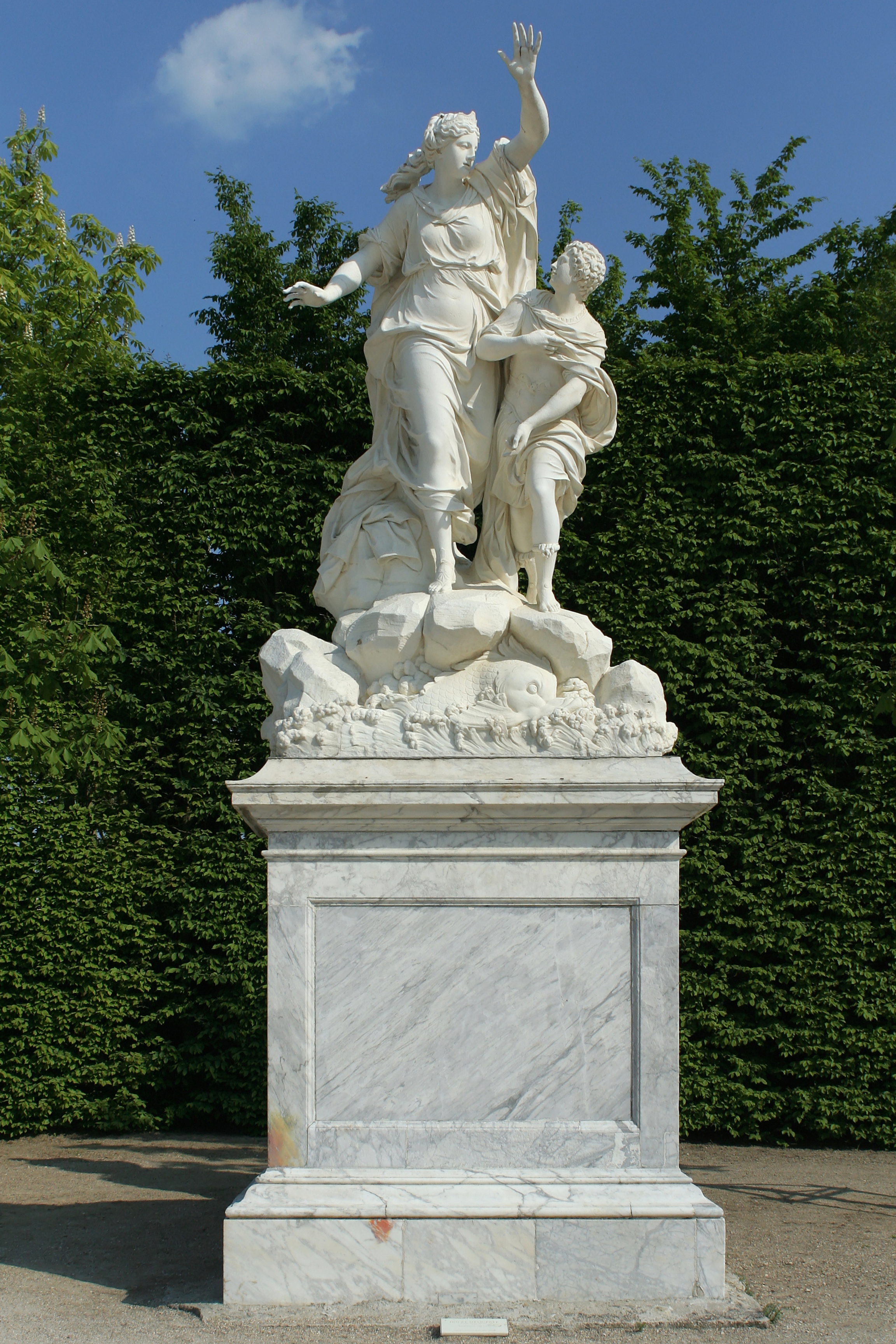
Ino i Melicertes, Pierre Granier

Segons la mitologia grega, Melicertes (en grec antic: Μελικέρτης) era un fill d'Atamant, rei d'Orcomen, i d'Ino. La seva mare el va arrossegar amb ella quan es va precipitar al mar. Ino, per obra de Dionís, es va transformar en la deessa Leucòtea i Melicertes en el déu Palèmon.
Hi ha diverses versions de la mort de Melicertes i de la seva divinització. De vegades s'explicava que el seu pare, Atamant, l'havia llançat a una olla d'aigua bullent, i la seva mare l'havia tret ràpidament, però, desesperada, es va suïcidar. Altres vegades, la mateixa Ino l'havia posat dins de l'olla i després s'havia llançat al mar amb el cadàver del seu fill als braços. Algunes versions explicaven que havia fugit amb la criatura viva i s'havien ofegat tots dos. Els Jocs Ístmics se celebraven en honor de Palèmon.
També es deia, que a l'indret on Ino es va llençar a l'aigua, entre Mègara i Corint, un dofí havia dut fins a la costa el cos de Melicertes i l'havia deixat vora d'un pi. Sísif, el germà d'Atamant, que era rei de Corint, va trobar el cos i va ordenar que li donessin sepultura. Per indicació d'una nereida va instaurar un culte a Melicertes amb el nom de Palèmon, i va fundar els Jocs Ístmics com a jocs guerrers funeraris en el seu honor.